# Alepidea peduncularis
Alepidea peduncularis là một loài thực vật có hoa trong họ Hoa tán. Loài này được Steud. ex A.Rich. mô tả khoa học đầu tiên năm 1848.